# Iwan Kryłow
Iwan Andriejewicz Kryłow ros. Иван Андреевич Крылов (ur. 2 lutego?/13 lutego 1769 w Moskwie, zm. 9 listopada?/21 listopada 1844 w Petersburgu) – rosyjski poeta, dramaturg, bajkopisarz. Autor utworów o tematyce filozoficzno-moralnej, politycznej i obyczajowej wyśmiewającej szlachtę.
Sławę zyskał jako autor ponad 200 bajek, pełnych humoru oraz werwy satyrycznej, zawierających elementy ostrej krytyki społeczno-politycznej i równie cenionego dydaktyzmu.

## Życiorys
Samouk; otrzymał skąpe wykształcenie, ale dokształcił się, czytając wszystko bez wyboru, co wpadło mu w ręce. Największy wpływ wywarły nań dzieła dramatyczne. W 16 roku życia napisał operę Kofejnica, która nie została ani wystawiona, ani wydrukowana, ale zjednała mu protektorów, którzy wyrobili mu urząd w Petersburgu. W 1786 napisał tragedię Filoraela, wydrukowaną w zbiorze Teatr rosyjski.

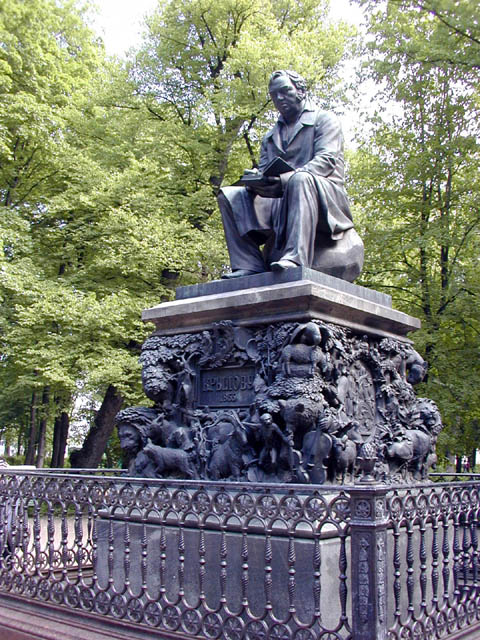
Pomnik Iwana Kryłowa w Sankt Petersburgu

W 1790 opuścił służbę, żeby się poświęcić pracy literackiej. Już w 1789 wespół z Raehmanowem wydawał czasopismo „Poczta duchów” (Почта духов), wkrótce je jednak zawiesił. W 1792 rozpoczął wydawanie czasopisma „Zritiel” (Зритель), które w tymże jeszcze roku zamienił na pismo literackie „Sankt-Pietierburskij Mierkurij” (Санкт-Петербургский Меркурий), ale i to po roku wychodzenia upadło. W artykułach dziennikarskich Kryłow wykazał się talentem satyrycznym i darem obserwacji.
Za swą twórczość, w której krytykował ustrój społeczny i domagał się sprawiedliwości społecznej, został na jakiś czas wygnany. Ostatnie lata swojego życia spędził na pracy bibliotekarza w bibliotece publicznej.
Pochowany na Cmentarzu Tichwińskim w Petersburgu.
Kryłow pozostawił po sobie ponad 200 satyr (bajek satyrycznych), z których część stanowiła opracowanie wątków lafontainowskich, większość jednak była oryginalnymi satyrami na współczesną mu sytuację w Rosji (Wrona i lis, Obóz, Wilk w psiarni, Szczupak, Kot).
Po śmierci poety w Rosji wybudowano wiele pomników dla upamiętnienia jego osoby. Przykładem może być Pomnik Iwana Kryłowa w Sankt Petersburgu.

## Wybrana twórczość

### Bajki[4][5]
| - 1788: - Los graczy (ros. Судьба игроков) - Paw i Słowik (ros. Павлин и Соловей) - Wstydliwy Gracz (ros. Стыдливый игрок) - 1804: - Dąb i Trzcina (ros. Дуб и Трость) - 1805: - Starzec i trzech młodych (ros. Старик и трое молодых) - Wybredna narzeczona (ros. Разборчивая невеста) - 1807: - Chłop i Śmierć (ros. Крестьянин и Смерть) - Pustelnik i Niedźwiedź (ros. Пустынник и медведь) - Szkatułka (ros. Ларчик) - Wrona i Lisica (ros. Ворона и Лисица) - Wyrocznia (ros. Оракул) - Żaba i Wół (ros. Лягушка и Вол) - 1808: - Chór (ros. Музыканты) - Konik Polny i Mrówka (ros. Стрекоза и Муравей) - Lew i Człowiek (ros. Лев и человек) - Lew i Komar (ros. Лев и Комар) - Lew na łowach (ros. Лев на ловле) - Lis i winogrona (ros. Лисица и Виноград) - Małpy (ros. Обезьяны) - Mucha i Podróżni (ros. Муха и Дорожные) - Orzeł i Kury (ros. Орёл и куры) - Parnas (ros. Парнас) - Pomór zwierząt (ros. Мор зверей) - Słoń i Mops (ros. Слон и Моська) - Słoń Wojewodą (ros. Слон на воеводстве) - Wilk i Jagnię (ros. Волк и Ягнёнок) - 1809: - Dwa Gołębie (ros. Два голубя) - Kogut i Perła (ros. Петух и Жемчужное зерно) - Kupiec i Mysz (ros. Хозяин и Мыши) - Puszcza i Ogień (ros. Роща и Огонь) - Worek (ros. Мешок) - Żaby i Car (ros. Лягушки, просящие Царя) - 1811: - Bogacz i Szewc (ros. Откупщик и Сапожник) - Chłop i Lis (ros. Крестьянин и Лисица) - Chłop w tarapatach (ros. Крестьянин в беде) - Gęsi (ros. Гуси) - Kruczek (ros. Воронёнок) - Kwartet (ros. Квартет) - Liście i korzenie (ros. Листы и Корни) - Łgarz (ros. Лжец) - Małpa (ros. Обезьяна) - Mysi Sejm (ros. Совет Мышей) - Ogrodnik i Filozof (ros. Огородник и Философ) - Orzeł i Pająk (ros. Орел и Паук) - Orzeł i Pszczoła (ros. Орёл и Пчела) - Osieł i Słowik (ros. Осёл и Соловей) - Podagra i Pająk (ros. Подагра и Паук) - Ruczaj (ros. Ручей) - Sikorka (ros. Синица) - Szkoła Lwów (ros. Воспитание Льва) - Świnia (ros. Свинья) - Uczta (ros. Пир) - Wielożeniec (ros. Троеженец) - Wilk i Wilczek (ros. Волк и Волчонок) - Złota dziesięciorublówka (ros. Червонец) - 1812: - Kot i Kucharz (ros. Кот и Повар) - Podział zysku (ros. Раздел) - Tabor (ros. Обоз) - Wilk w psiarni (ros. Волк на псарне) - Wrona i Kura (ros. Ворона и Курица) - 1813: - Chłop i Żmija (ros. Крестьянин и Змея) - Cień i Człowiek (ros. Тень и Человек) - Demianowa zupa (ros. Демьянова уха) - Fortuna i Żebrak (ros. Фортуна и нищий) - Latawiec (ros. Бумажный Змей) - Lisica i Suseł (ros. Лисица и Сурок) - Nurkowie (ros. Водолазы) - Szczupak i Kot (ros. Щука и Кот) - Wilk i Kukułka (ros. Волк и Кукушка) - Zając na łowach (ros. Заяц на ловле) - 1813-1814 - Bezbożnicy (ros. Безбожники) - 1814: - Chłop i Rozbójnik (ros. Крестьянин и Разбойник) - Chłopi i Rzeka (ros. Крестьяне и Река) - Czyż i Gołąb (ros. Чиж и Голубь) - Czyż i Jeż (ros. Чиж и Ёж) - Drzewo (ros. Дерево) - Kamień i Robak (ros. Камень и Червяк) - Komar i Pastuch (ros. Комар и Пастух) - Koń i Jeździec (ros. Конь и всадник) - Lania i Derwisz (ros. Лань и Дервиш) - Lis dobrotliwy (ros. Добрая лисица) - Łabędź, Szczupak i Rak (ros. Лебедь, Щука и Рак) - Orzeł i Kret (ros. Орёл и Крот) - Oszczerca i Żmija (ros. Клеветник и змея) - Pożar i Diament (ros. Пожар и Алмаз) - Spostrzegawczy (ros. Любопытный) - Staw i Rzeka (ros. Пруд и Река) - Żaba i Jowisz (ros. Лягушка и Юпитер) - 1814-1815 - Wielmoża i Filozof (ros. Вельможа и Философ) - 1815: - Beczka (ros. Бочка) - Chłop i Parobek (ros. Крестьянин и Работник) - Chmura (ros. Туча) - Kaftan Tryszki (ros. Тришкин кафтан) - Lew i Lampart (ros. Лев и Барс) - Lis budowniczy (ros. Лиса-строитель) - Małpa i lustro (ros. Зеркало и Обезьяна) - Małpa i okulary (ros. Мартышка и очки) - Osieł (ros. Осёл (Когда вселенную Юпитер населял...)) - Przechodnie i Psy (ros. Прохожие и Собаки) - Psia przyjaźń (ros. Собачья дружба) | - 1816: - Apelles i Osiełek (ros. Апеллес и Ослёнок) - Chłop i Siekiera (ros. Крестьянин и Топор) - Chmiel (ros. Хмель) - Fortuna w gościnie (ros. Фортуна в гостях) - Jejmość i dwie sługi (ros. Госпожа и две Служанки) - Konsultacja (ros. Мирская сходка) - Kukułka i Turkawka (ros. Кукушка и Горлинка) - Kwiaty (ros. Цветы) - Lew i Wilk (ros. Лев и Волк) - Mechanik (ros. Механик) - Mysz i Szczur (ros. Мышь и Крыса) - Niedźwiedź i Pszczoły (ros. Медведь у Пчел) - Niesłuszne oskarżenie (ros. Напраслина) - Pies, Człowiek, Kot i Sokół (ros. Собака, Человек, Кошка и Сокол) - Pies (ros. Собака) - Pisarz i Zbójca (ros. Сочинитель и Разбойник) - Pogrzeb (ros. Похороны) - Słoń w łaskach (ros. Слон в случае) - Szpak (ros. Скворец) - Wilk i Lis (ros. Волк и Лисица) - Wilk i Pasterze (ros. Волк и Пастухи) - Wilk i Żuraw (ros. Волк и Журавль) - Wodospad i Strumień (ros. Водопад и Ручей) - Wojownik (ros. Рыцарь) - 1817: - Pszczoła i Muchy (ros. Пчела и Мухи) - 1818: - Alcyd (ros. Алкид) - Grzebień (ros. Гребень) - Owce i Psy (ros. Овцы и Собаки) - Pracowity Niedźwiedź (ros. Трудолюбивый Медведь) - Utracjusz i Jaskółka (ros. Мот и Ласточка) - 1819: - Baranek (ros. Ягнёнок) - Chłopiec i Robak (ros. Мальчик и Червяк) - Chłopię i Żmija (ros. Мальчик и Змея) - Dwie Beczki (ros. Две Бочки) - Kłos (ros. Колос) - Lew i Lis (ros. Лев и Лисица) - Mrówek (ros. Муравей) - Myśliwy (ros. Охотник) - Niedźwiedź w matni (ros. Медведь в сетях) - Osieł i Chłop (ros. Осёл и Мужик) - Pasterz i Morze (ros. Пастух и Море) - Pływak i Morze (ros. Пловец и Море) - Skąpiec i Kura (ros. Скупой и Курица) - 1821: - Chłop i Owca (ros. Крестьянин и Овца) - Płotka (ros. Плотичка) - 1823: - Bławatek (ros. Василёк) - Bogacz i Poeta (ros. Богач и Поэт) - Brukowiec i Brylant (ros. Булыжник и Алмаз) - Dąb i Wieprz (ros. Свинья под Дубом) - Drapacha (ros. Голик) - Dwa Psy (ros. Две Собаки) - Dwaj Chłopi (ros. Два Мужика) - Dzikie Kozy (ros. Дикие Козы) - Kocioł i Garnek (ros. Котёл и Горшок) - Kot i Słowik (ros. Кошка и Соловей) - Kotek i Szpak (ros. Котенок и Скворец) - Lis i Osieł (ros. Лисица и Осёл) - Lwia starość (ros. Лев состаревшийся) - Mucha i Pszczoła (ros. Муха и Пчела) - Owce Pstrokate (ros. Пёстрые Овцы) - Pająk i Pszczoła (ros. Паук и Пчела) - Parafianin (ros. Прихожанин) - Skąpiec (ros. Скупой) - Słowik (ros. Соловьи) - Taniec ryb (ros. Рыбья пляска) - Wilk i Mysz (ros. Волк и Мышонок) - Wrona (ros. Ворона) - Żmija i Baran (ros. Змея и Овца) - 1824: - Młynarz (ros. Мельник) - 1827: - Armaty i Żagle (ros. Пушки и Паруса) - 1828: - Biedny Bogacz (ros. Бедный Богач) - 1829-1830: - Osieł (ros. Осёл (Был у крестьянина Осёл...)) - 1830: - Brzytwa (ros. Бритвы) - Chłop i Koń (ros. Крестьянин и Лошадь) - Klinga (ros. Булат) - Kukułka i Orzeł (ros. Кукушка и Орёл) - Kupiec (ros. Купец) - Leszcze (ros. Лещи) - Lew, Sarna i Lis (ros. Лев, Серна и Лиса) - Lew (ros. Лев) - Miron (ros. Мирон) - Pasterz (ros. Пастух) - Pies i Koń (ros. Собака и Лошадь) - Puchacz i Osieł (ros. Филин и Осёл) - Sokół i Robak (ros. Сокол и Червяк) - Szczupak (ros. Щука) - Trzej Chłopi (ros. Три мужика) - Wiewiórka (ros. Белка) - Wilk i Kot (ros. Волк и Кот) - Żmija (ros. Змея) - 1833: - Chłop i Pies (ros. Крестьянин и собака) - Lew i Mysz (ros. Лев и Мышь) - Lis (ros. Лиса) - Myszy (ros. Мыши) - Wiewiórka (ros. Белка) - Wilki i Owce (ros. Волки и Овцы) - 1834: - Dwaj Chłopcy (ros. Два мальчика) - Kukułka i Kogut (ros. Кукушка и Петух) - Rozbójnik i Woźnica (ros. Разбойник и Извозчик) - Wielmoża (ros. Вельможа) |  |

### Dramaty
- 1783 - Kofiejnica (ros. Кофейница) - libretto opery
- 1786:
  - Fiłomieła (ros. Филомела)
  - Bieszenaja siemja (ros. Бешеная семья)
  - Soczinitiel w prichożej (ros. Сочинитель в прихожей)
- 1787 - Prokazniki (ros. Проказники)
- 1788 - Amierikancy (ros. Американцы) - napisana wspólnie z A.I. Kłuszynem
- 1800 - Podszczipa (Triumf) (ros. Подщипа (Триумф))
- 1801 - Pirog (ros. Пирог)
- 1806 - Modnaja ławka (ros. Модная лавка)
- 1807:
  - Urok doczkam (ros. Урок дочкам)
  - Ilja-bogatyr' (ros. Илья-богатырь)

### Proza
- 1789 - Poczta duchow, ili Uczenaja, nrawstwiennaja i kriticzeskaja pieriepiska arabskogo fiłosofa Malikulmulka s wodianymi, wozdusznymi i podziemnymi duchami (ros. Почта духов, или Ученая, нравственная и критическая переписка арабского философа Маликульмулька с водяными, воздушными и подземными духами)
- 1792:
  - Kaib (ros. Каиб)
  - Noczi (ros. Ночи)
  - Riecz, goworiennaja powiesoju w sobranii durakow (ros. Речь, говоренная повесою в собрании дураков)
  - Rassużdienije o drużestwie (ros. Рассуждение о дружестве)
  - Mysli fiłosofa po modie (ros. Мысли философа по моде)
  - Pochwalnaja riecz w pamiat' mojemu dieduszkie (ros. Похвальная речь в память моему дедушке)
- Pochwalnaja riecz naukie ubiwat' wriemia (ros. Похвальная речь науке убивать время)
- Pochwalnaja riecz Jermałafidu (ros. Похвальная речь Ермалафиду)